# قشلة مكة
قشلة مكة (بالتركية: Mekke Redif Kışlası)‏ هي قلعة تقع في مكة المكرمة بمنطقة مكة في المملكة العربية السعودية. تم إنشاء القلعة في القرن الثامن عشر كقلعة عسكرية للجيش العثماني، وكانت موجودة في منطقة جرول على الجهة الغربية من المدينة. في الساعات الأولى من يوم 10 يونيو 1916م، هاجم الجيش الشريفي ثكنات الجنود في القلعة مع انطلاقة الثورة العربية الكبرى. تم هدمها في وقت لاحق من قبل الحكومة السعودية لبناء العديد من المنشآت الحديثة لخدمة زوار المسجد الحرام.

## علم أصول الكلمات
والقشلة كلمة (حديث التركية: KISLA) هي كلمة التركية معنى الكلمة هي الثكنات.